# Desa Gendingan (administrativ by i Indonesien, lat -8,03, long 111,91)
Desa Gendingan är en administrativ by i Indonesien.   Den ligger i provinsen Jawa Timur, i den västra delen av landet, 600 km öster om huvudstaden Jakarta.